# Xian de Suixi (Anhui)
Pour les articles homonymes, voir Suixi.
Le xian de Suixi (濉溪县 ; pinyin : Suīxī Xiàn) est un district administratif de la province de l'Anhui en Chine. Il est placé sous la juridiction de la ville-préfecture de Huaibei.

## Démographie
La population du district était de 1 126 225 habitants en 1999.